# Final Fight 3
Final Fight 3, uscito in Giappone come Final Fight Tough (ファイナルファイト タフ?, Fainaru Faito Tafu), è un picchiaduro a scorrimento 2D prodotto e distribuito dalla Capcom esclusivamente per il Super Nintendo Entertainment System.
Secondo seguito di Final Fight, a sua volta antecessore di Final Fight 2 che, come il secondo prodotto, non è mai stato distribuito come arcade.

## Trama
Dopo la totale disfatta della Mad Gear, un'associazione criminale in passato molto refrattaria all'attaccare, la Skull Cross Gang, si pone alla conquista di Metro City. Guy, già protagonista di Final Fight, una volta tornato a Metro City dopo il completo apprendimento delle ninjutsu-skills, reincontra il suo amico e sindaco Mike Haggar.
Lucia, un ispettore del centro di polizia della città, avverte il sindaco delle incursioni violente della Skull Cross Gang in tutti i quartieri della metropoli. I tre, dopo aver incontrato ed aver accettato nel loro gruppo Dean, teppista di strada pronto a redimersi, avanzano sino al quartier generale della temibile Skull Cross Gang.

## Modalità di gioco
Come l'originale Final Fight, il giocatore ha a disposizione un novero di duellanti da scegliere; precisamente, i combattenti selezionabili in Final Fight 3 sono 4. Lucia e Dean sono due nuovi personaggi usabili della serie.
Quattro sono le difficoltà a disposizione: facile, normale, arduo, esperto.
È possibile portare a termine l'avventura sia in singolo giocatore che in compagnia di un amico.
Molte sono le novità applicate in questo titolo:
- la possibilità di scattare velocemente contro gli avversari e, eventualmente, attaccare;
- afferrare l'avversario e girarlo dall'altro lato per sferrargli attacchi differenti;
- l'aggiunta di una barra SUPER! che, una volta totalmente riempita, permette di sfoderare un poderoso attacco in grado di eliminare un singolo nemico istantaneamente, o arrecare molto danno ai boss di fine livello;

È possibile raccogliere svariate armi (bastoni, nunchaku, martelli ecc.) per strada, ognuna specifica per un personaggio, in grado quindi di sferrare combinazioni d'attacchi molto più potenti.
Oltre a poter giocare in due nel multigiocatore, è possibile essere assistiti da un personaggio a scelta, differente dal nostro, gestito dall'intelligenza artificiale. Caratteristica simile è stata già adottata nella serie Slam Masters.
Una volta esaurite le cinque vite del personaggio comandato dalla I.A., un giocatore umano può coaudivare il personaggio ancora in vita.
In totale ci sono sei locazioni visitabili ed è possibile scegliere percorsi alternativi che allungheranno o accorceranno il tratto percorribile. Il finale del gioco, inoltre, è differente in base al personaggio scelto e alla difficoltà di gioco scelta.

## Personaggi utilizzabili
- Haggar

Haggar, l'esperto lottatore di Wrestling, ritorna un'ennesima volta, e con i capelli lunghissimi ma ben sistemati, per contrattaccare all'assalto della Skull Cross Gang. Il più potente di tutti e con più prese a disposizione, ma molto lento.
- Dean

Teppista di strada al quale la Skull Cross Gang ha sterminato i parenti. Possiede un corpo elettrostatico, capace di secernere lampi e scintille attraverso buoni conduttori (martelli, mazze di ferro ecc.). Personaggio bilanciato.
- Guy

Guerriero esperto del ninjutsu, aiuta una seconda volta Haggar nel ripulire i quartieri della città di Metro City dai subordinati vari della Skull Cross Gang. Personaggio bilanciato.
- Lucia

Ispettore di polizia, benché donna è conoscitrice e praticante delle arti marziali più temibili. È il personaggio più veloce ma allo stesso tempo il più debole.